# Ясьце
Ясьце (пол. Jaśce) — село в Польщі, у гміні Пйонки Радомського повіту Мазовецького воєводства.
Населення — 238 осіб (2011).

## Демографія
Демографічна структура станом на 31 березня 2011 року:
|          | Загалом | Допрацездатний вік | Працездатний вік | Постпрацездатний вік |
| -------- | ------- | ------------------ | ---------------- | -------------------- |
| Чоловіки | 119     | 25                 | 86               | 8                    |
| Жінки    | 119     | 35                 | 65               | 19                   |
| Разом    | 238     | 60                 | 151              | 27                   |